# Gérard Unger
Pour les articles homonymes, voir Unger.
Cet article concerne le chef d’entreprise et publicitaire français. Pour le typographe néerlandais, voir Gerard Unger.
Gérard Unger, né le 24 octobre 1946 à Paris, est un chef d’entreprise et publicitaire français.

## Biographie
Ancien président de RMC puis de la Sofirad, il est président-directeur général de Metrobus, régie publicitaire de la RATP, depuis 1997. Gérard Unger est conseiller du président de Publicis, Maurice Lévy et président-directeur général de Médiavision (Jean Mineur, régie publicitaire de cinéma), toutes deux filiales du groupe Publicis. En 2003, il est nommé vice-président du directoire de Médias Régies Europe, une autre filiale de Publicis.
Depuis 1989, il est administrateur de l’Institut national de l’audiovisuel (INA).
Militant au Parti socialiste, il a appartenu au Bureau exécutif du Conseil représentatif des institutions juives de France (CRIF) jusqu'en 2010 où il est débarqué,. Il appartient également au Bureau exécutif de l’Union de la publicité extérieure (UPE), est vice-président de la LICRA chargé de la communication et président de JCall France.
Il est marié et père de deux enfants, et a écrit plusieurs biographies.

## Publications
- Lamartine : Poète et homme d’État, Paris, Éditions Flammarion, coll. « Grandes Biographies », 1999, 538 p.  (ISBN 978-2-08-067353-4)
- Aristide Briand : Le ferme conciliateur, Paris, Éditions Fayard, 2005, 658 p.  (ISBN 978-2-213-62339-9) - prix Jean-Zay
- Gaston Defferre, Paris, Éditions Fayard, 2011, 391 p.  (ISBN 978-2-213-66163-6)
- Histoire du Second Empire, Perrin, 2018, 500 p.  (ISBN 978-2-262-04373-5)
- Gambetta, Perrin, 2022, 480 p. (ISBN 978-2-262-07991-8)

## Distinctions
- Officier de la Légion d'honneur (2014)[5]